# Karl Fritz Lauer

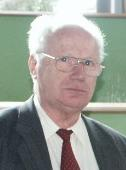
Karl Fritz Lauer 2008

Karl Fritz Lauer (* 11. April 1938 in Săcălaz (deutsch Sackelhausen), Königreich Rumänien; † 5. Juni 2018 in Leonberg) war ein rumänisch-deutscher Agrarwissenschaftler für Phytopathologie und Herbologie. Zusammen mit Heinrich Gräpel publizierte er Forschungsergebnisse zur Populationsdynamik des Westlichen Maiswurzelbohrers (Diabrotica virgifera virgifera LeConte).

## Biographie
Lauer wurde als Sohn eines deutschen Lehrers und Vize-Notars im Banat geboren, sein älterer Bruder war der Journalist Heinrich Lauer. Lauers Einschulung erfolgte während der Flucht vor den Kriegswirren in Wien 1944. Nach dem Kriegsende zurück im Banat folgten Volksschule in Săcălaz, Mittelschule für Lebensmittelindustrie und Abendlyzeum in Timișoara mit Abitur.
Das Studium an der Landwirtschaftlichen Hochschule Timișoara mit dem Abschluss als Diplom-Agraringenieur (1965) und Promotion zum Dr. agr. bei Gh. Anghel (1974) schlossen sich an. Es folgten Tätigkeiten beim Katasteramt in Timișoara, Militärdienst in Ploiești sowie die Anstellung in der Landwirtschaftlichen Versuchsstation Lovrin.
Nach der Übersiedlung in die Bundesrepublik Deutschland 1981 war er zunächst als Wissenschaftler am Botanischen Institut der Universität Regensburg angestellt und übernahm (1983–1995) die Leitung der wissenschaftlichen Feldforschung von Rhône-Poulenc für Süddeutschland.
1991 wurde er von der Landwirtschaftlichen Universität des Banats in Timișoara zum Honorarprofessor für Pflanzenschutz berufen, auch an der TU München in Freising lehrte er dieses Fach. Seit 1996 war er Lehrbeauftragter für Herbologie an der Fachhochschule Weihenstephan und leitete als Doktorvater Studenten der Agraruniversität Timișoara bei Forschungsarbeiten und der Anfertigung von agrarwissenschaftlichen Dissertationen an und erhielt selbst eine Ehrenpromotion als Dr. h. c. Zusammen mit Păun Otiman war er Mitinitiator der 2007 wiedereröffneten Ackerbauschule Vojteg, deren Beirat er zusammen mit Direktor Fora bis zuletzt war. Auch mit den späteren Universitätsrektoren Alexandru Moisuc (2004–2012), Paul Pirsan (2012–2016) und Cosmin Alin Popescu (seit Februar 2016) pflegte er intensive Beziehungen zwecks Aufbau internationaler Kontakte. Im Europäischen Forschungsprojekt Biofector war er speziell im Feldversuchswesen ein wichtiges Team-Mitglied. Zusammen mit Heinrich Gräpel publizierte er Forschungsergebnisse zur Populationsdynamik des Westlichen Maiswurzelbohrers (Diabrotica virgifera virgifera LeConte).
Lauer war verheiratet und lebte mit seiner Frau Helga in Leonberg, zusammen hatten die Eheleute zwei erwachsene Kinder.

## Arbeiten und Auszeichnungen
- Lauer veröffentlichte 3 Fachbücher, erstellte 40 Dokumentationen zu Pflanzenschutzwirkstoffen und publizierte darüber hinaus 130 wissenschaftliche Abhandlungen.
- 1991 wurde er als Honorarprofessor für Pflanzenschutz an die Universität für Agrarwissenschaften in Timișoara berufen.
- 1991 erhielt er die Ehrenpromotion zum Dr. honoris causa der Universität für Agrarwissenschaften in Timișoara.
- 2002 wurde er zum Ehrenmitglied der Rumänischen Akademie der Wissenschaften Bukarest ernannt.
- 2004 erhielt er den Verdienstorden Rumäniens im Range eines Kommandeurs.